# Автоматика, связь, информатика
Автоматика, связь, информатика — ежемесячный научно-теоретический и производственно-технический журнал ОАО «Российские железные дороги».

## История
В июне 1923 года вышел в свет первый номер ведомственного журнала «Электротехника и связь на железных дорогах», предназначенного для железнодорожников, обеспечивающих сигнализацию и связь на станциях и перегонах. В дальнейшем название журнала неоднократно изменялось: в 1926 году — «Связь и электротехника», 1932 году — «Сигнализация и связь на железнодорожном транспорте», 1936 году — «Связист».
В 1960-е годы осуществлялась программа модернизации железных дорог, предусматривавшая переход на электрическую и тепловозную тягу, усиление конструкции пути, обновление и развитие устройств СЦБ, внедрение поездной радиосвязи, многоканальной проводной связи, автоматических телефонных станций. Возникла необходимость в освещении и разъяснении происходящих изменений. В 1957 году приказом министра путей сообщения Б. П. Бещева было возобновлено издание ежемесячного производственно-технического журнала под названием «Автоматика, телемеханика и связь».
В 1998 году журнал получает новое название — «Автоматика, связь, информатика», которое более полно отражает процессы, происходящие на железнодорожном транспорте.

## Тематика
Основные публикации посвящены разработке, монтажу, эксплуатации, обслуживанию и ремонту устройств автоматики, сигнализации и связи, проблемах обеспечения безопасности движения на железнодорожном транспорте, охраны труда. Большое внимание уделяется новым техническим средствам, микропроцессорным устройствам, информационным технологиям, системам телекоммуникаций. Рассматривается передовой зарубежный опыт.
Журнал освещает современные автоматизированные системы управления в хозяйствах автоматики и телемеханики, связи и вычислительной техники. Публикуются статьи о программных и технических средствах общесетевых систем, таких как АСОУП, ДИСПАРК, АСУФР, ЭТРАН.

## Разделы
- Новая техника и технология
- Инициатива и опыт
- Техническая консультация
- За рубежом
- Обзор иностранных журналов
- Информатизация транспорта
- Телекоммуникации
- Радиовязь
- Информационная безопасность
- Обмен опытом
- Предлагают рационализаторы
- Информация
- Подготовка кадров
- В трудовых коллективах
- Охрана труда